# Myonycteris torquata
Il piccolo pipistrello della frutta dal collare   (Myonycteris torquata  Dobson, 1878) è un pipistrello appartenente alla famiglia degli Pteropodidi, diffuso nell'Africa subsahariana

## Descrizione

### Dimensioni
Pipistrello di medie dimensioni con la lunghezza della testa e del corpo tra 88 e 20 mm, la lunghezza dell'avambraccio tra 56 e 67 mm,  la lunghezza della coda fino a 13 mm, la lunghezza delle orecchie tra 13 e 21 mm, un'apertura alare fino a 30,5 cm e un peso fino a 60 g.

### Aspetto
La pelliccia è corta, densa e setosa. Il colore del dorso varia dal bruno-rossastro brillante al bruno-giallastro, la testa, il collo e le spalle solitamente più chiare e grigiastre, mentre le parti ventrali sono marroni, bruno-grigiastre o grigio chiare. I maschi hanno un collare di peli ruvidi stagionalmente impregnati di una sostanza oleosa giallo arancione, prodotta dalle ghiandole sottostanti. Il muso è relativamente lungo e tozzo, le guance sono leggermente espansibili, le labbra sono sottili e lisce. Le orecchie sono marroni scure e con l'estremità appuntita. Le membrane alari sono marrone scuro ed attaccate posteriormente al secondo dito del piede, le cui dita sono leggermente palmate. La coda è corta, mentre l'uropatagio è ridotto ad una sottile membrana lungo la parte interna degli arti inferiori ed è ricoperto di peli. Il cariotipo è 2n=36 FNa=66.

## Biologia

### Comportamento
Di giorno si rifugia singolarmente o in coppie formate da madri con i loro piccoli tra i rami di alberi del genere Combretum a circa due metri dal suolo e direttamente esposto alla luce del sole. Il volo è lento e delicato. Effettua movimenti stagionali, inizialmente, durante la stagione delle piogge, i maschi ed alcune femmine si spostano verso nord nelle savane, successivamente le femmine ritornano per partorire, seguite dai maschi da febbraio a marzo durante il quale si accoppiano.

### Alimentazione
Si nutre di frutti di piante del genere Solanum, Ficus, Adenia, Musa e Musanga.

### Riproduzione
Danno alla luce un piccolo alla volta tra febbraio e marzo e tra agosto e settembre.

## Distribuzione e habitat
Questa specie è diffusa nella Guinea e Liberia orientali, Sierra Leone, Costa d'Avorio, Ghana, Togo e Benin meridionali, Nigeria sud-occidentale, Camerun meridionale, Repubblica Centrafricana, Rio Muni, Bioko, Gabon, Repubblica del Congo, Repubblica Democratica del Congo, Angola settentrionale, Uganda occidentale, Sudan del Sud meridionale
Vive nelle foreste tropicali umide di pianura fino a 800 metri di altitudine. È tollerante agli ambienti degradati, è stata infatti osservata in parchi cittadini e foreste secondarie.

## Conservazione
La IUCN Red List, considerato il vasto Areale e la popolazione numerosa, classifica M.torquata come specie a rischio minimo (Least Concern)).